# Erwin Arndt
Erwin Arndt (* 28. Februar 1929 in Anklam) ist ein deutscher Germanist.

## Leben
Nach dem Abitur 1949 in Greifswald studierte er von 1949 bis 1951 in Greifswald Germanistik, Anglistik, Philosophie, Pädagogik und von 1951 bis 1953 an der Humboldt-Universität zu Berlin Germanistik, Philosophie, Pädagogik (1953 Staatsexamen Lehramt an der Oberstufe). Nach der Promotion 1956 zum Dr. phil. in Berlin bei Werner Simon, Johannes Erben und Eugen Seidel und der Habilitation 1967 ebenda bei Eugen Seidel, Rudolf Friedrich Paul Große und Martin Lehnert war er seit 1974 Professor für Geschichte der deutschen Sprache an der Humboldt-Universität zu Berlin.
Seine Forschungsschwerpunkte sind historische Linguistik, Geschichte der deutschen Sprache, Textlinguistik, Stilistik der deutschen Sprache, Geschichte der Sprachwissenschaft, deutsche Verslehre.

## Schriften (Auswahl)
- Luthers deutsches Sprachschaffen. Ein Kapitel aus der Vorgeschichte der deutschen Nationalsprache und ihrer Ausdrucksformen. Berlin 1962, OCLC 832338202.
- Zur strukturellen Gliederung des deutschen Verbalsatzes. Eine kritische Betrachtung zur Entwicklung und zum Stand der Satzgliedlehre. Berlin 1967, OCLC 630790935.
- mit Gisela Brandt: Luther und die deutsche Sprache. Wie redet der Deudsche man jnn solchem fall?. Leipzig 1987, ISBN 3-323-00114-1.
- Deutsche Verslehre. Ein Abriß. Berlin 1996, ISBN 3-06-102793-9.